# Selecția Națională 2022 - Audieri LIVE
Unter dem Namen Selecția Națională 2022 - Audieri LIVE fand am 29. Januar 2022 der moldauische Vorentscheid für den Eurovision Song Contest 2022 in Turin (Italien) statt. Zdob și Zdub & Frații Advahov gewannen den Wettbewerb mit ihrem Lied Trenulețul.

## Format

### Konzept
Am 20. Dezember 2021 gab TRM bekannt, dass 2022 wieder ein Vorentscheid für die Auswahl des moldauischen Beitrages stattfinden sollte. Vom 25. bis 28. Januar 2022 wird TRM die Beiträge bewerten. Anschließend findet eine Live Audition am 29. Januar 2022 statt. Nach der Live Audition wollte TRM entscheiden, ob ein nationales Finale am 5. März 2022 stattfinden wird oder der Sieger der Live Audition Moldau beim Eurovision Song Contest vertreten wird. Am 28. Januar gab der Sender bekannt, dass der Gewinner der Live Audition das Land beim ESC vertreten wird.

### Beitragswahl
Vom 20. Dezember 2021 bis 24. Januar 2022 konnten Beiträge bei TRM eingereicht werden. Die eingereichten Beiträge durften nicht vor dem 1. September 2021 veröffentlicht worden sein und der Interpret durfte nicht jünger als 16 Jahre alt sein. Am 16. Januar 2022 gab TRM bekannt, dass die meisten Beiträge von außerhalb Moldaus eingereicht wurden. Insgesamt wurden 51 Beiträge bei TRM eingereicht.

## Teilnehmer
Am 24. Januar gab TRM die Teilnehmer und Beiträge bekannt. Unter den Teilnehmern ist die Gruppe Zdob și Zdub, welche das Land 2005 und 2011 vertrat und Denis Midone, der Moldau beim Junior Eurovision Song Contest 2012 vertrat. Am 25. Januar 2022 zog sich MissCatyLove vom Wettbewerb zurück ohne einen bestimmten Grund zu nennen. Sasha Bognibov stellte nur einen seiner zwei Beiträge vor.

## Finale
Die Live Audition fand am 29. Januar 2022 statt. Zdob și Zdub & Frații Advahov werden Moldau beim Eurovision Song Contest 2022 vertreten.
| Platz | Interpret                       | Lied Musik (M) und Text (T)                  | Sprache             | Übersetzung (Inoffiziell)    |
| ----- | ------------------------------- | -------------------------------------------- | ------------------- | ---------------------------- |
| 1.    | Zdob și Zdub & Frații Advahov   | Trenulețul M/T: Zdob și Zdub, Frații Advahov | Rumänisch, Englisch | Zug                          |
| —     | Ana Cernicova                   | Silent Battlefield                           | Englisch            | Stilles Schlachtfeld         |
| —     | Angel Kiss                      | The Sunshine in Me                           | Englisch            | Der Sonnenschein in mir      |
| —     | Annet Smirnova                  | Toxic Eyes                                   | Englisch            | Giftige Augen                |
| —     | Carolina Gorun & Danieli Shvets | Take Me Anywhere                             | Englisch            | Nimm mich irgendwo mit hin   |
| —     | Denis Midone                    | Run Away                                     | Englisch            | Lauf weg                     |
| —     | Diana Elmas                     | Spirit High                                  | Englisch            | Geist hoch                   |
| —     | Dianna Rotaru                   | My Time is Now                               | Englisch            | Meine Zeit ist jetzt         |
| —     | Emilia Vlas                     | Yama                                         | Rumänisch           | Berg                         |
| —     | Ferum                           | Love Is                                      | Englisch            | Liebe ist                    |
| —     | Katy Rain                       | Lele                                         | Rumänisch           | Hure                         |
| —     | Lanjeron                        | Magic Carpet                                 | Englisch            | Magischer Teppich            |
| —     | Lemonique                       | Boys                                         | Englisch            | Jungs                        |
| —     | Marcela Scripcaru               | Starlight                                    | Englisch            | Sternenlicht                 |
| —     | Maxim Zavidia                   | READY                                        | Englisch            | Fertig                       |
| —     | Mihaela Andrei                  | Libre                                        | Englisch, Rumänisch | Buch                         |
| —     | Naminal                         | Stop Tonight                                 | Englisch            | Stopp heute Nacht            |
| —     | Pelageya Stefoglo               | I’m The Only One                             | Englisch            | Ich bin die Einzige          |
| —     | Ricky Ardezianu                 | Cherche La Femme                             | Französisch         | Sucht die Frau               |
| —     | Sasha Bognibov                  | (I Just Had) Sex with Your Ex                | Englisch            | Sex mit deiner Ex            |
| —     | Sendrei                         | Beginner’s Luck                              | Englisch            | Anfängerglück                |
| —     | The Tramps                      | Sky Blues                                    | Englisch            | Himmelblau                   |
| —     | Trio Eva                        | Get A Kiss                                   | Englisch            | Bekomme einen Kuss           |
| —     | Tudor Bumbac                    | Iartă-mă că te iubesc                        | Rumänisch           | Sag mir ich liebe dich       |
| —     | Valeria Barbas                  | My Tree                                      | Englisch            | Mein Baum                    |
| —     | Viola Julea                     | Before (Twin Flame)                          | Englisch            | Vor                          |
| —     | Viorela Moraru                  | Tell Me That You Love Me                     | Englisch            | Sag mir, dass du mich liebst |
| —     | Y-Limit                         | Nothing More                                 | Englisch            | Nichts mehr                  |
| —     | MissCatyLove                    | Intro                                        | —                   | Einleitung                   |
| —     | Sasha Bognibov                  | My Friend is Gay                             | Englisch            | Mein Freund ist schwul       |